# (5556) 1988 AL
(5556) 1988 AL es un asteroide perteneciente al cinturón de asteroides descubierto el 15 de enero de 1988 por Seiji Ueda y el astrónomo Hiroshi Kaneda desde el Kushiro Marsh Observatory, Hokkaido, Japón.

## Designación y nombre
Designado provisionalmente como 1988 AL.

## Características orbitales
1988 AL está situado a una distancia media del Sol de 2,786 ua, pudiendo alejarse hasta 3,266 ua y acercarse hasta 2,306 ua. Su excentricidad es 0,172 y la inclinación orbital 8,589 grados. Emplea 1698,94 días en completar una órbita alrededor del Sol.

## Características físicas
La magnitud absoluta de 1988 AL es 13,6. Tiene 13,349 km de diámetro y su albedo se estima en 0,043. 